# Bundesamt (Schweiz)
Ein Bundesamt ist die oberste Verwaltungseinheit der Bundesverwaltung der Schweizerischen Eidgenossenschaft. Denselben Status wie die Bundesämter haben die Bundeskanzlei und die Direktionen des Eidgenössischen Departements für auswärtige Angelegenheiten (EDA).

## Organisation
Organisatorisch untersteht jedes Bundesamt einem der sieben Eidgenössischen Departemente. Einem Bundesamt steht jeweils ein Direktor vor, der dem für das Departement zuständigen Bundesrat direkt unterstellt ist.
Das Organigramm des Eidgenössischen Departements für Verteidigung, Bevölkerungsschutz und Sport (VBS) kennt eine weitere Hierarchiestufe, die sogenannten Gruppen. Diese entstanden, als das damalige Eidgenössische Militärdepartement 1945 mehrere Ämter mit ähnlichem Auftrag hierarchisch zusammenfasste (so zum Beispiel als Gruppe Rüstung), um den Auftrag der Armee besser gewährleisten zu können.
Die Bundesämter selbst sind in Hauptabteilungen, Abteilungen und Sektionen bzw. Bereiche gegliedert.
Seit der Gründung des modernen Bundesstaates 1848 wuchs die Anzahl der Bundesämter aufgrund der Delegierung von Aufgaben an den Bund stetig an. Erst mit der in den 1990er Jahren einsetzenden Dezentralisierung der Kompetenzen wurden wieder einzelne Bundesämter aufgelöst, andere zusammengelegt.

## Auftrag
Jedes Bundesamt hat einen genau definierten Auftrag, der in der Behandlung eines speziellen Problemkreises besteht. Um diesem Auftrag gerecht zu werden, werden ihm vom Bund präzise umschriebene, aber auch limitierte Kompetenzen übertragen. 
Gesetzliche Grundlage für die heutigen Bundesämter ist das Regierungs- und Verwaltungsorganisationsgesetz (RVOG) von 1997, das das Verwaltungsorganisationsgesetz (VwOG) von 1978 ablöste. 

## Historische Entwicklung
Entstanden sind die meisten Bundesämter auf organische Weise: Ein Departement setzte einen Delegierten zur Behandlung eines bestimmten Sachgebietes ein, der seinerseits Personen einstellte, bis das Sachgebiet so weit an Bedeutung gewonnen hatte, dass schliesslich ein Amt gegründet wurde. Die gesetzlichen Grundlagen für die Bundesverwaltung aus dem 19. Jahrhundert kennen keine Bundesämter oder Amtsstellen. Erste Erwähnung finden sie im Verwaltungs-Organisationsgesetz von 1914. Das erste Bundesamt mit diesem Namen war das Bundesamt für Sozialversicherung, dessen Gründung 1912 erfolgte. 
Auf der Ebene der Bundesämter zeigen sich am deutlichsten die Wachstums- und Anpassungsprozesse der Verwaltung. 1928 gab es in den sechs «zivilen» Departementen 30 solcher «Haupteinheiten». Ihre Zahl stieg bis 1959 auf 42, bis 1980 auf 54. Im Verwaltungsorganisationsgesetz (VwOG) von 1978 waren nach dessen Teilrevision von 1991 70 Bundesämter und analoge Einheiten aufgeführt. Sie wurden nicht nur neu gegründet, insbesondere in den 1990er Jahren wurden einige Ämter aufgelöst (wie 1990 das Bundesamt für Organisation) oder mit anderen zusammengelegt, so ist ihre Zahl bis 1999 auf 52 gesunken.